# Påfågelsblad
Påfågelsblad (Calathea makoyana) är en växt inom släktet kalatea och familjen strimbladsväxter. Påfågelsblad är en växt med ljust grönvita, ovala blad som har ett mörkgrönt mönster och rödaktig undersida och med bladskaft som är mycket tunna. Plantan blir upp till 50 centimeter hög och växer normalt ganska snabbt. Som andra inom släktet har den en horisontell jordstam, rhizom, från vilken plantorna växer upp och rötterna utvecklas. 
Det vetenskapliga namnet Calathea kommer från det grekiska ordet kalathos och betyder korg. Makoyana är namngivet efter en belgisk trädgårdsmästare vid namn L. J. Makoy, som levde 1790 - 1873. Synonym Maranta makoyana.

## Förekomst
Påfågelsblad kommer ursprungligen från regnskogarna i östra Brasilien.

## Odling
Påfågelsblad trivs bäst på en mycket ljus plats, och detta för att bladmöstret ska framträda så tydligt som möjligt, men den tål inte direkt sol. Jorden bör hållas fuktig under hela sommarhalvåret då den inte tål torka. Under vinterhalvåret bör jorden få torka upp mellan vattningarna. Växtnäring kan ges varannan vecka under växtperioden från vår till höst, men inget tillskott under vintern. För att ge påfågelsbladen en trivsam luftfuktighet så kan den duschas med ljummet kalkfattigt vatten så ofta som möjligt. Normal rumstemperatur, det vill säga runt 20°C är en lämplig temperatur för denna växt året om, men allra bäst är det om temperaturen kan sänkas ett par grader under vinterperioden. Omplantering sker vid behov under våren. Påfågelsblad förökas genom delning av plantan på våren. Förekommer i växtbutiker året om.